# Dopasowanie wyrazów

Macierz dopasowania

Dopasowanie wyrazów – aspekt tłumaczenia statystycznego, zadanie polegające na łączeniu odpowiadających sobie słów między parą zdań, które stanowią wzajemne tłumaczenie. Teksty mogą być elementami korpusu równoległego, uprzednio dopasowanego na poziomie zdań. Wynikiem procesu jest macierz dopasowania wyrazów o wymiarze {\displaystyle m*l,} gdzie {\displaystyle m} i {\displaystyle l} oznaczają ilości słów w odpowiadających sobie zdaniach. Otrzymana macierz stanowi graficzną reprezentację powiązań między wyrazami zdań.

## Przykład
Jest to dopasowanie wyrazów dla tłumaczenia z języka francuskiego na angielski. Powyższy przypadek ma niski poziom komplikacji: jednemu wyrazowi francuskiemu przyporządkowany jest jeden wyraz angielski.

## Zastosowanie
Dopasowania wyrazów wykorzystywane są między innymi w:
- Tłumaczeniu statystycznym
- Ujednoznacznianiu znaczenia słów
- Leksykografii bilingwalnej
- Uczeniu reguł transferu dla tłumaczenia automatycznego
- Tłumaczeniu maszynowym opartym na przykładach (EBMT)

## Algorytmika
Algorytmy realizujące zadanie dopasowania wyrazów określa się mianem statystycznych modeli dopasowań.
Wykorzystują one prawdopodobieństwo, które określa trafność tłumaczenia. Wartości dla wszystkich propozycji sumują się do jedynki i stanowią pewien rozkład prawdopodobieństwa. Proste wersje algorytmów bazują na związkach między pojedynczymi wyrazami, jednakże w ogólnym przypadku powiązania mogą mieć różny poziom komplikacji (0:1, 1:0, 1:1, 1:n). Z tego powodu w rozwiniętych modelach powiązania tworzy się między frazami, które określa się mianem cept (pewien koncept reprezentowany przez jedno lub więcej słów). Duża część powstałych modeli bazuje na piątce stworzonej przez firmę IBM. Każdy model posiada parametry wpływające na wynik dopasowania, których wartości oblicza się w procesie zwanym uczeniem modelu (np. Algorytm EM). Modele wyższe wykorzystują wyniki działania modeli niższych do określenia swoich parametrów.
Modele opracowane przez firmę IBM:
- Model 1 – pozycja wyrazu w zdaniu nie wpływa na prawdopodobieństwo dopasowania
- Model 2 – bierze pod uwagę położenie wyrazów w zdaniu
- Model 3 – uwzględnia płodność słów
- Model 4 – wprowadza zależność od dopasowań poprzednich wyrazów
- Model 5 – wersja modelu poprzedniego, pozbawiona strat w rozkładzie prawdopodobieństwa

Inne modele:
- HMM (Hidden Markov Model), autor: Stephen Vogel
- Model 6, autor: Franz-Joseph Och